# 傑恩斯群島
傑恩斯群島（英語：Jaynes Islands）是南極洲的群島，位於阿蒙森海，處於卡尼斯蒂奧半島西南端以西37公里，美國地質調查局根據測量和美國海軍拍攝的空中照片繪入地圖，現時由南極條約體系管理。